# Consagração da Rússia ao Imaculado Coração de Maria
A consagração da Rússia ao Imaculado Coração de Maria por um papa reinante foi anunciada em uma aparição mariana por Nossa Senhora de Fátima em 13 de julho de 1917. Lúcia dos Santos, sendo uma dos três pastorinhos, afirmou publicamente em diferentes momentos que com essa consagração, feita em união com todos os bispos, seria concedido ao mundo algum tempo de paz.
Os papas Pio XII, Paulo VI e João Paulo II consagraram a Rússia ao Imaculado Coração de Maria, embora sem fazer referência direta à Rússia ou à União Soviética. Em 25 de março de 2022, o papa Francisco consagrou a Rússia ao Imaculado Coração ao lado da Ucrânia, com os dois países explicitamente mencionados em meio à Invasão da Ucrânia pela Rússia em 2022, durante a Guerra Russo-Ucraniana.

## Consagrações

### Século XX
Em 1942, o papa Pio XII consagrou toda a humanidade, incluindo implicitamente a Rússia ao Imaculado Coração de Maria. Esta consagração foi feita no âmbito das mensagens reportadas de Jesus e da Virgem Maria, recebidas pela beata Alexandrina de Balazar e comunicadas ao seu diretor espiritual, o padre jesuíta Mariano Pinho. Em 1952, consagrou "os povos da Rússia" ao Imaculado Coração em sacro vergente anno. Em 1964, o papa Paulo VI também consagrou a humanidade e, portanto, a Rússia, ao Imaculado Coração de Maria no final da terceira sessão do Vaticano II.
Em 1981 e 1982, o papa João Paulo II também consagrou toda a raça humana ao Imaculado Coração de Maria. Todas essas consagrações anteriores não foram feitas em comunhão e coordenação com os bispos católicos do mundo. Em 1984, João Paulo II decidiu consagrar a Rússia em comunhão e coordenação com os Bispos Católicos do mundo. João Paulo II pediu assim a todos os Bispos católicos do mundo que se unam a ele na sua consagração. Antes de fazer a consagração, o papa consultou a Irmã Lúcia para se certificar de que a consagração da Rússia seria válida. Após as consagrações de João Paulo II, irmã Lúcia afirmou várias vezes que a consagração de 1984 havia sido feita da maneira que a Virgem Maria queria que fosse. Em todas essas consagrações, os papas não fizeram referências explícitas à Rússia ou à União Soviética, por motivos políticos.

### Século XXI
A pedido formal da Conferência Episcopal dos Bispos Católicos Ucranianos, a Santa Sé anunciou em 15 de março de 2022 que o papa Francisco consagraria a Rússia e a Ucrânia ao Imaculado Coração de Maria em 25 de março de 2022 na Basílica de São Pedro, em Roma. O dia 25 de março é a mesma data em que João Paulo II consagrou a Rússia ao Imaculado Coração em 1984. Uma cerimônia de consagração também foi marcada em Fátima, Portugal, pelo esmoleiro papal cardeal Konrad Krajewski. Assim, o papa enviou uma carta para convidar todos os bispos católicos a se unirem a ele na consagração, por sua própria vontade, na mesma hora designada em que a consagração pelo papa deveria ocorrer. Ele também convidou todas as comunidades católicas e todos os fiéis a se juntarem a ele na consagração. O texto da consagração contém menções explícitas de "Rússia e Ucrânia" na fórmula de consagração.
O texto da consagração contém o título "Terra do Céu" para se referir à Virgem Maria em algumas de suas versões. Este título levantou preocupações entre alguns católicos. A Santa Sé explicou que a origem do título foi "tirado de um hino monástico bizantino-eslavo, e significa poeticamente a união do céu e da terra que podemos contemplar na Virgem Maria assumida corporalmente no céu".
Em 25 de março de 2022, a consagração de Francisco ocorreu na Basílica de São Pedro em conjunto com um serviço penitencial, com Francisco declarando: "Mãe de Deus e nossa mãe, ao seu Imaculado Coração, solenemente confiamos e consagramos a nós mesmos, a Igreja e toda a humanidade, especialmente Rússia e Ucrânia". Konrad Krajewski também fez uma consagração semelhante em Portugal.